# 猿田氏
猿田氏（さるたし）は日本の氏族ひとつ。下総国、常陸国、上野国、羽後国などにあったという。

## 概要
猿田という氏族は複数あり、“さた”と読ませるものもある。
- 猿田彦末裔： 出雲国の神であることから、出雲の彦か[1]。
- 下野国: 那須国造の一族から出た氏族。
- 清和源氏濱名氏族： 遠江国の名族。濱名重数の子 新三郎信正・弥三郎正綱兄弟、ともに同国の式内猪鼻湖神社の祭神 猿田彦にちなみ、猿田姓を称する[1]。
- 出羽国（羽後国地方）： 河辺郡に猿田館があり。猿田源太が住んでいた。また同地方の小野寺義道の家臣に猿田内蔵介がいたといわれる[1]。

## 常陸国の猿田氏
常陸守護 佐竹氏に仕える佐竹家中の衆に猿田彦九郎の名ありという。

### 秋田藩士 猿田氏
また、佐竹氏の秋田転封に随行した家系として、猿田忠季の系統がある。忠季、佐竹氏の秋田転封に随行してはじめて出羽国平鹿郡横手に住まい、足軽奉公をし、大阪の陣にも従軍するという。
```
系譜 忠季―忠光―甚左衛門忠広―十蔵忠央
```

また、佐竹氏の家臣として秋田藩士となった武士に猿田光政がいる。慶長の頃、光政は浪人をしていたが、弟・仁左衛門ともども召しだされるという。
```
系譜 光政―光成―光年―光武
```

### 尊王志士・義民として活動した猿田氏
- 猿田幸之介： 那珂郡小場村組頭 猿田幸次郎の長男。天狗党の乱にて天狗方に属すも那珂湊を出て潜伏中の元治元年（1864年）8月22日、黒羽藩兵に囲まれ戦い討ち死にする。享年26。靖国神社合祀[4]。
- 猿田雄彦： 久慈郡東蓮池村の医師。諱は政徳。天狗党に加わり、元治元年（1864年）同郡千寿村にて捕えられ、9月27日に獄死する。享年47。靖国神社合祀[5]。
- 猿田忠夫： 天狗党に加わり、捕えられる。慶応2年（1866年）2月4日、斬首[6]。
- 田中愿蔵： 水戸藩の藩医 猿田玄碩の次男。田中秀貞に養子入りし昌平黌の門に入る。帰郷後、郷校時雍館の館長を務める。天狗党に加わるが、元治元年（1864年）栃木村に放火するなど民百姓への暴挙があり、民衆から忌み嫌われた。捕えられ、同年10月16日、斬首となる[7]。

## その他
水谷の家号を用いる一族に猿田御所なる名跡を持つ系統があり、陸奥国磐城郡猿田に居住していた。下総結城氏に嗣子なかったことがあり、この猿田御所から養子を出したが、後に子が生まれたため、廃嫡の代償として長沼12郷、伊佐33郷を与えられた。ちなみに、古河公方足利成氏の次男の氏盛は磐城郡水谷に居住していたが後に結城氏の養子となったといい、伝承が符合しているが、太田亮によると信憑性は低いという。